# Litoporus lopez
Litoporus lopez is een spinnensoort uit de familie trilspinnen (Pholcidae). De soort komt voor in Colombia. 